# Mircea Geoană
Mircea Dan Geoană, född 14 juli 1958 i Bukarest är en rumänsk politiker och diplomat. 
Mellan 1996 och 2000 var Mircea Geoană Rumäniens ambassadör i USA, mellan 2000 och 2004 var han Rumäniens försvarsminister, och mellan 2008 och 2011 var han den rumänska senatens ordförande. Mellan 2005 och 2010 var han partiledare för Rumäniens socialdemokratiska parti, som är ett av Rumäniens största partier.
Han är gift med arkitekten Mihaela Geoană med vilken han har en dotter och en son.